# 唐·里奇
唐納德·泰勒·里奇 OAM（1926年6月9日—2012年5月13日）是一名澳大利亞人，曾多次介入自殺未遂事件。他正式營救了至少180名打算在斷魂谷企圖自殺的人。

## 早年生活
里奇曾就讀於沃克魯茲公立學校，後來進入斯高茨中學就讀。1944年6月30日，他應徵加入澳洲皇家海軍，成為霍巴特號巡洋艦上的一名海員。1945年9月2日，他在東京灣見證日本皇軍的無條件投降，太平洋戰爭正式結束。
戰後，他成為人壽保險推銷員。

## 阻止自殺
根據官方統計，截至2009年，里奇在長達45年的時間裡拯救了180名自殺者，但他的家人稱這一數字接近500人。他就住在澳洲雪梨的斷魂谷旁邊，這裡曾發生多起自殺未遂事件。
一旦看到懸崖上有人遇險，里奇就會從自己的莊園穿過馬路，與他們攀談起來，通常開場白是：「我能幫上什麼忙嗎？」之後，里奇會邀請他們到家裡喝茶聊天。他幫助過的一些人多年後還會回來感謝他，感謝他努力說服他們放棄自己的決定。
里奇在解釋他對自殺未遂的干預時說：「你不能只是坐在那裡看著他們。」

## 榮譽
2006年，他因救人事蹟被授予澳洲勳位獎章，官方表彰他「通過防止自殺計劃為社區服務」。里奇和他的妻子莫亞（Moya）也被伍拉赫拉理事會（Woollahra Council）評為2010年「年度公民」，伍拉赫拉理事會是負責該地區的地方政府機構。他在2011年獲得澳大利亞地方英雄獎，澳大利亞全國委員會稱其為「澳大利亞地方英雄」：「他親切的話語和在危難時刻邀請人們到他家做客的舉動產生巨大的影響……唐用如此簡單的行動拯救了無數生命。」

## 逝世
里奇於2012年5月13日去世，享壽85歲。他的妻子莫亞和三個女兒健在。